# نصف نسر
نصف النسر هو عملة أمريكية إنتجت للتداول من عام 1795 إلى عام 1929 وفي العُملات التذكارية والسبائك منذ عام 1983. تتكون هذه العُملة من الذهب بالكامل تقريبًا، وقيمتها الإسمية البالغة خمسة دولارات هي نصف قيمة عملة النسر. وافق على إنتاج نصف النسر بموجب قانون العملات لعام 1792، وكانت أول عملة ذهبية تُسك في الولايات المتحدة.

## تمثال نصفي المغطى الايمين

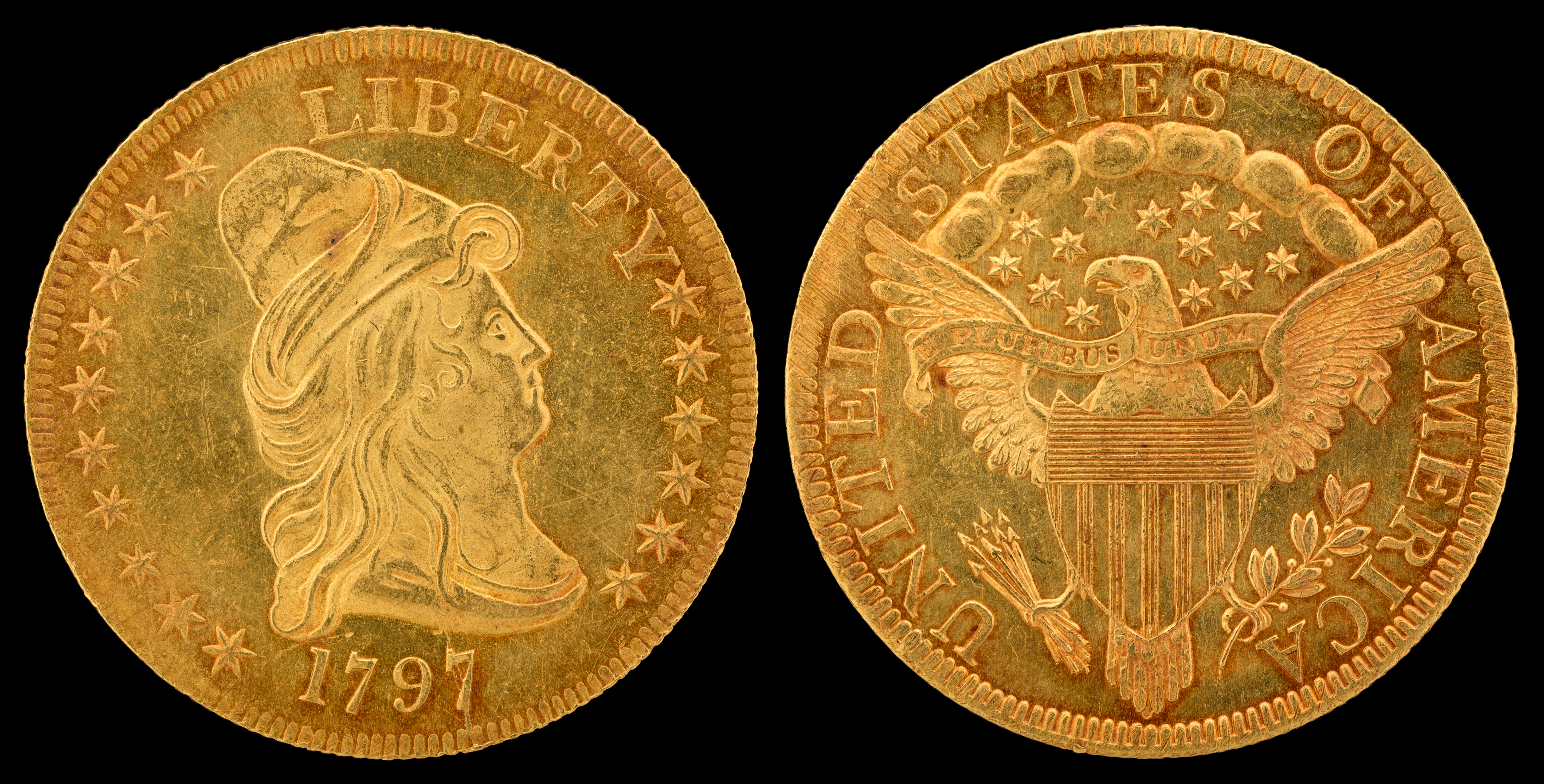
A unique 16-star variety of the 1797 Capped Bust Right half eagle

تغير تصميم وتكوين نصف النسر عدة مرات على مر السنين، وقد صُمم في الأصل من قبل كينان باربر جانز. في هذا الوقت كانت العُملة تحتوي على 0.9167 ذهب و0.0833 نحاس وفضة. وقطرها حوالي 25 مـم (0.98 بوصة) وزن 8.75 غرام، وحافة مضلعة. التصميم الأمامي، أو "رأس العمامة"، يصور صورة شخصية للحرية متجهة إلى اليمين. يصور الوجه الخلفي نسرًا صغيرًا. هذا النوع هو أول عُملة ذهبية أنتجتها الدولة الجديدة، حيث صدرت من عام 1795 إلى عام 1798. وفي الوقت نفسه، سُكت نوع آخر من العُملات المعدنية يحمل صورة نسر شعاري أكبر على الوجه الخلفي مع نقش " E PLURIBUS UNUM ". إنتج هذا النوع حتى عام 1807.

## تمثال نصفي المغطى الايسار
من عام 1807 إلى عام 1812، إنتج نوعً جديد مُصمم، يُشار إليه باسم "التمثال النصفي المغطى الأيسر" (ويسمى أيضًا "التمثال النصفي الملفوف")، بواسطة جون رايش. يَتضمن تصميم "التمثال النصفي المغطى على اليسار" صورة لرمز الحرية ذو القبعة المستديرة متجهًا إلى اليسار على الوجه ونسرًا معدّلًا على الوجه الخلفي. لأول مرة، وضع القيمة " 5 د ." على ظهر العُملة المعدنية للإشارة إلى قيمتها. في عام 1813 قُدمت نسخة معدلة من Capped Bust Left، من خلالها ازيل جزء كبير من خط الصدر ("Capped Bust") ومَنح Liberty مظهرًا أكبر بشكلٍ عام. استمر هذا التصميم حتى عام 1834. حدث تَعديل آخر في عام 1829 عندما تقلص قطر العُملة المعدنية قليلاً إلى 23.8 ملم، على الرغم من أن التصميم العام ظل دون تغيير.

## رأس كلاسيكي

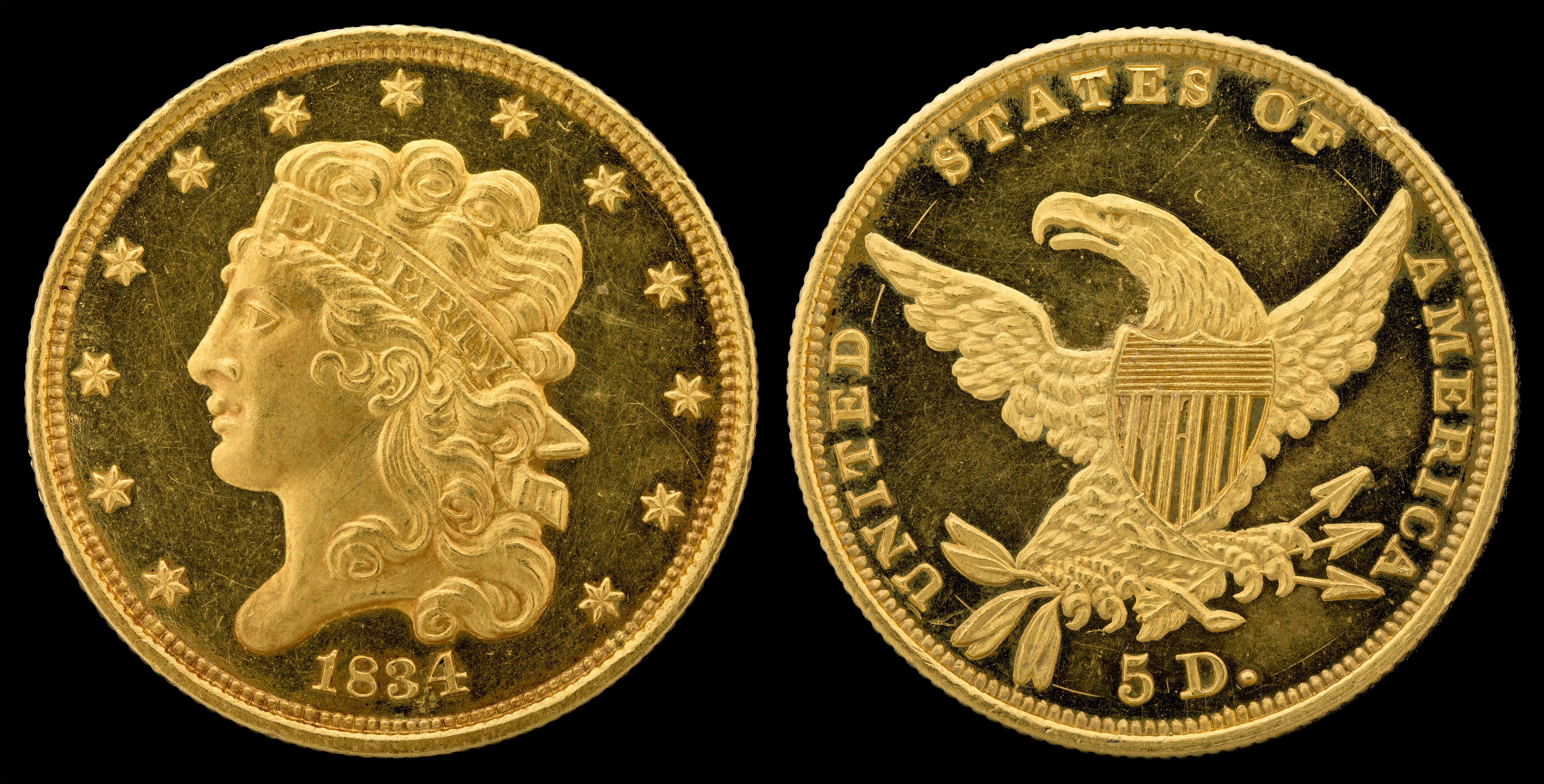
1834 Classic Head half eagle

بحلول عام 1834، كانت قيمة الذهب في نصف النسر أكبر من قيمته الاسمية لعدة سنوات. نص قانون 28 يونيو 1834 على تخفيض استخدام الذهب. خُفض وزن العملة إلى 8.36 غرامًا، وقُلص القطر إلى 22.5 غرامًا، وتغير التركيب إلى 0.8992 ذهب و0.1008 فضة ونحاس. انشأ وجه جديد للعُملة المعدنية المعدلة، "الرأس الكلاسيكي"، بواسطة ويليام نياس. لا يزال الوجه الخلفي للعُملة يصور النسر المُعدل الذي قُدم في عام 1813، ولكن أزيلت عبارة "E PLURIBUS UNUM" لتمييز التكوين الجديد بشكل أكبر. في 18 يناير1837، زود محتوى الذهب من هذا النوع إلى 0.900 وفقًا لقانون العملات لعام 1837.

## رأس الحرية
في عام 1839 إعيد تصميم العُملة مرة أخرى. صُمم الوجه الجديد بواسطة كريستيان جوبريشت وهو معروف باسم "رأس الحرية" أو "رأس التاج". ظل تصميم الوجه الخلفي كما هو إلى حد كبير، على الرغم من تغيير القيمة من "5 D." إلى "FIVE D."
بالنسبة للعُملات التي سُكت في دار سَك النقود في فيلادلفيا، لم يعد هناك أي فضة في العُملة - بل أصبح تركيبها الآن 0.900 ذهب و0.100 نحاس. ومع ذلك، كان خام الذهب المستخدم في فروع دار سُك العُملة الجنوبية في شارلوت ودالونيجا يحتوي على نسبة عالية من الفضة الطبيعية، والعديد من هذه العُملات تحتوي على ما يصل إلى خمسة في المائة من الفضة، مما يمنحها ما يُسمى بلون "الذهب الأخضر" المميز.
وكان وزنه متماثلاً تقريباً، 8.359 غراماً، ولكن قُلص قُطره للمرة الأخيرة إلى 21.6ملم، في عام 1840، لمحتوى من الذهب قدره 0.242 أونصة تروي. استخدم هذا التصميم لمدة 70 عامًا تقريبًا، من عام 1839 إلى عام 1908، مع تغيير متواضع في عام 1866، عندما وضع عبارة " نحن نثق في الرب" على الوجه الخلفي فوق النسر.
نصف النسر الذي يَحمل رأس الحرية هو العُملة المَعدنية الوحيدة ذات التصميم الواحد التي سُكت في سبعة دور سك أمريكية: فيلادلفيا، ودالونيجا، وشارلوت، ونيو أورليانز، وسان فرانسيسكو، وكارسون سيتي، ودينفر.
يُمكن أن تكون قيمة التواريخ النادرة والعُملات المَعدنية ذات الدرجات الأعلى أعلى بكثير، وكل قِطع شارلوت وكارسون سيتي ودالونيجا نادرة وقيمة.

## رأس هندي

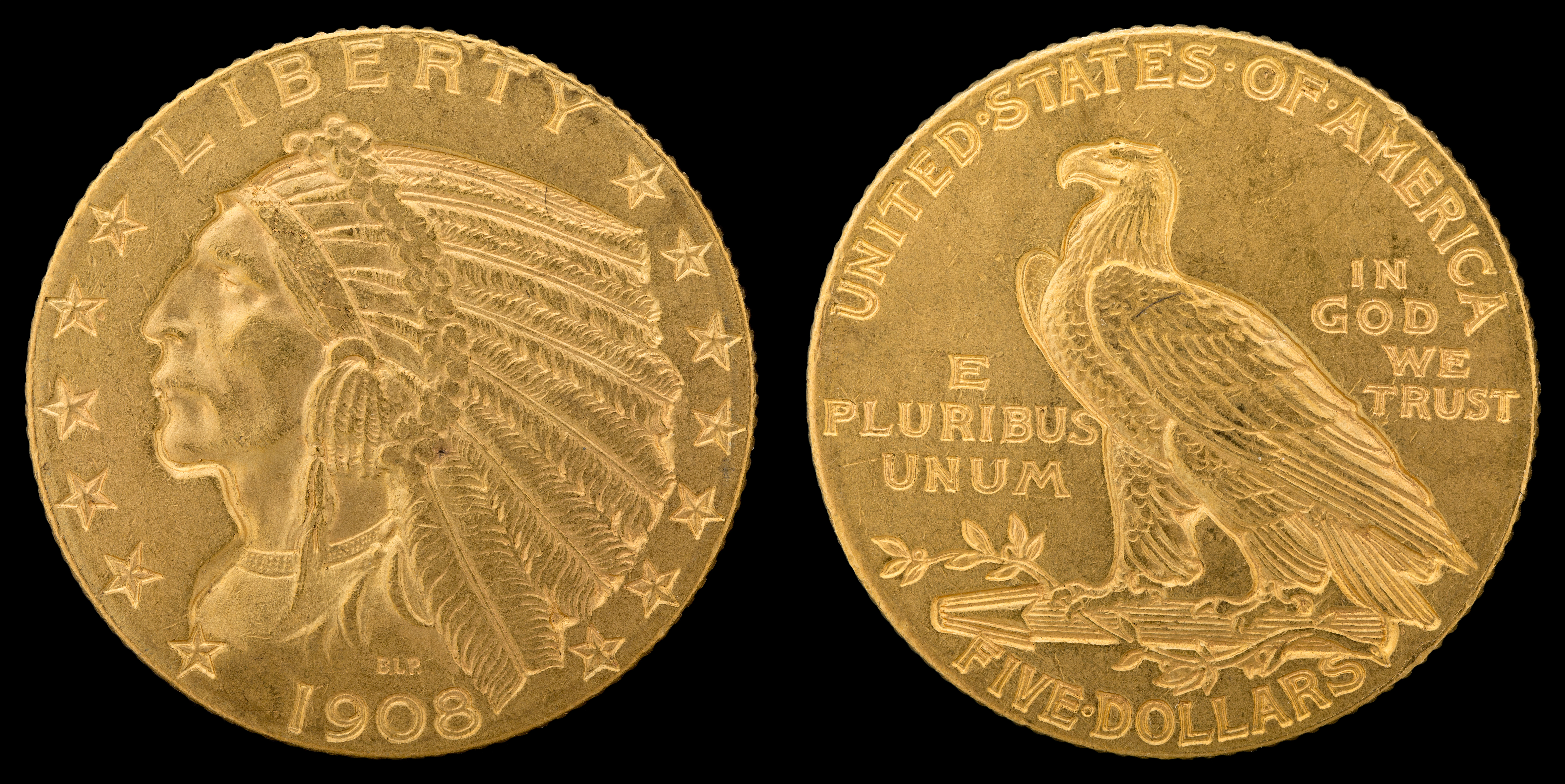
1908 Indian Head half eagle

في عام 1908، إنتج النموذج النهائي وتصميمه لأول مرة من قبل بيلا ليون برات. ظل تكوين العُملة ووزنها وقطرها دون تغيير، لكن الوجه الأمامي والخلفي للعُملة تغيرا جذرياً. يتطابق التصميم الجديد مع تصميم ربع النسر الجديد في نفس التأريخ. تعتبر هاتان السلسلتان فريدتين من نوعهما في مجال العُملات المعدنية في الولايات المتحدة لأن التصميم والنقوش مختومة بطريقة غير مباشرة، بدلاً من رفعها عن السطح، مما يعني أن الأسطح المستوية هي أعلى نقاط العُملة المعدنية. يصور الوجه الأمامي رأسًا أمريكيًا أصليًا يرتدي غطاء رأس من الريش. يصور الوجه الخلفي نسرًا واقفًا مع النقوش "E PLURIBUS UNUM" و "IN GOD WE TRUST". عُلق إنتاج نصف النسر أثناء الحرب العالمية الأولى ولم يستأنف حتى عام 1929، وهو العام الأخير للإصدار.
بسبب الطلب الأعلى، تَميل نِصف النسور ذات الرأس الهنديالشائعة إلى أن تكون قِيمتها أعلى قليلاً من نصف النسور ذات الرأس الليبرالي الشائعة.

## التمييزات

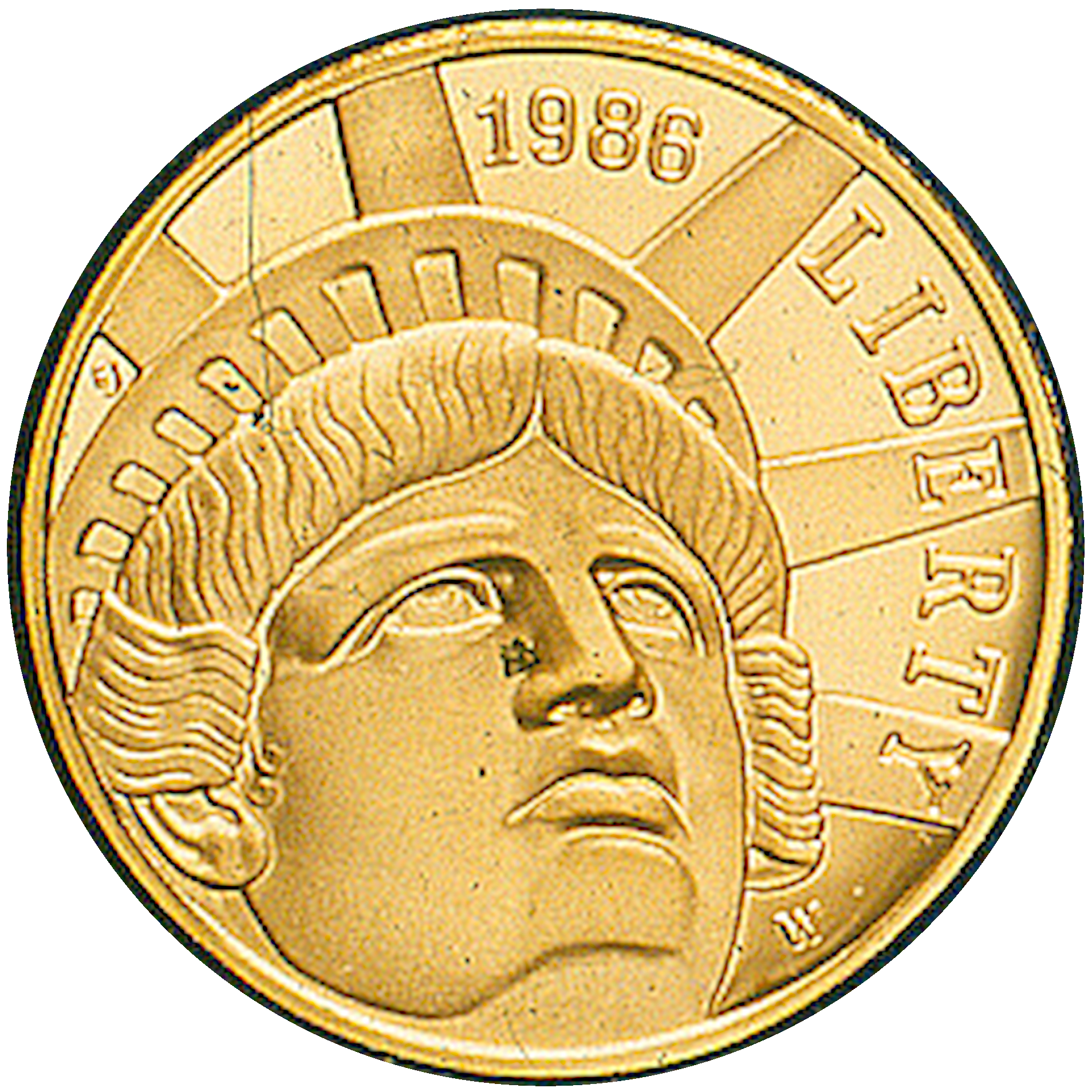
الحرية تنير العالم، كما هو موضح على وجه العملة المعدنية نصف النسر التذكاري الذي يعود تاريخه إلى عام 1986، والذي تم صنعه في الذكرى المئوية لتمثال الحرية

تتميز فئة الخمسة دولارات بِكونها الفئة الوحيدة التي سُكت عُملاتها المعدنية في ثمانية دور سَك في الولايات المتحدة. قبل عام 1838، تُسك جميع العُملات المعدنية من فئة نصف النسر في فيلادلفيا لأنه لم تكن دور سَك أخرى عامِلة. في عام 1838، أنتجت دار سَك العُملة شارلوت و دار سَك العُملة دالونيجا نصف نسور من نوع كورونيت في السنوات الأولى من تَشغيلهما، واستمرتا في سَك نصف نسور حتى عام 1861، وهو آخر عام لهما من التَشغيل. قامت دار سك النقود في نيو أورليانز بسَك نصف نسر من عام 1840 إلى عام 1861. أنتجت دار سَك العُملة في سان فرانسيسكو لأول مرة نصف النسور في عام 1854، أول عام من تشغيلها، كما فعلت كارسون سيتي في عام 1870، ودينفر في عام 1906.
على الرغم من توقف إنتاج نصف النسر المُتداول في عام 1929، إلا إن نصف النسر التذكاري وفئة 5 دولارا وسُكت العُملات المعدنية الذهبية التي يَبلغ وزنها (1⁄10 أونصة) في ويست بوينت بدءًا من أواخر القرن العشرين.
إنتجت العُملات المعدنية في فيلادلفيا اعتبارًا من عام 1859 فصاعدًا.

## قائمة التصاميم المتداولة

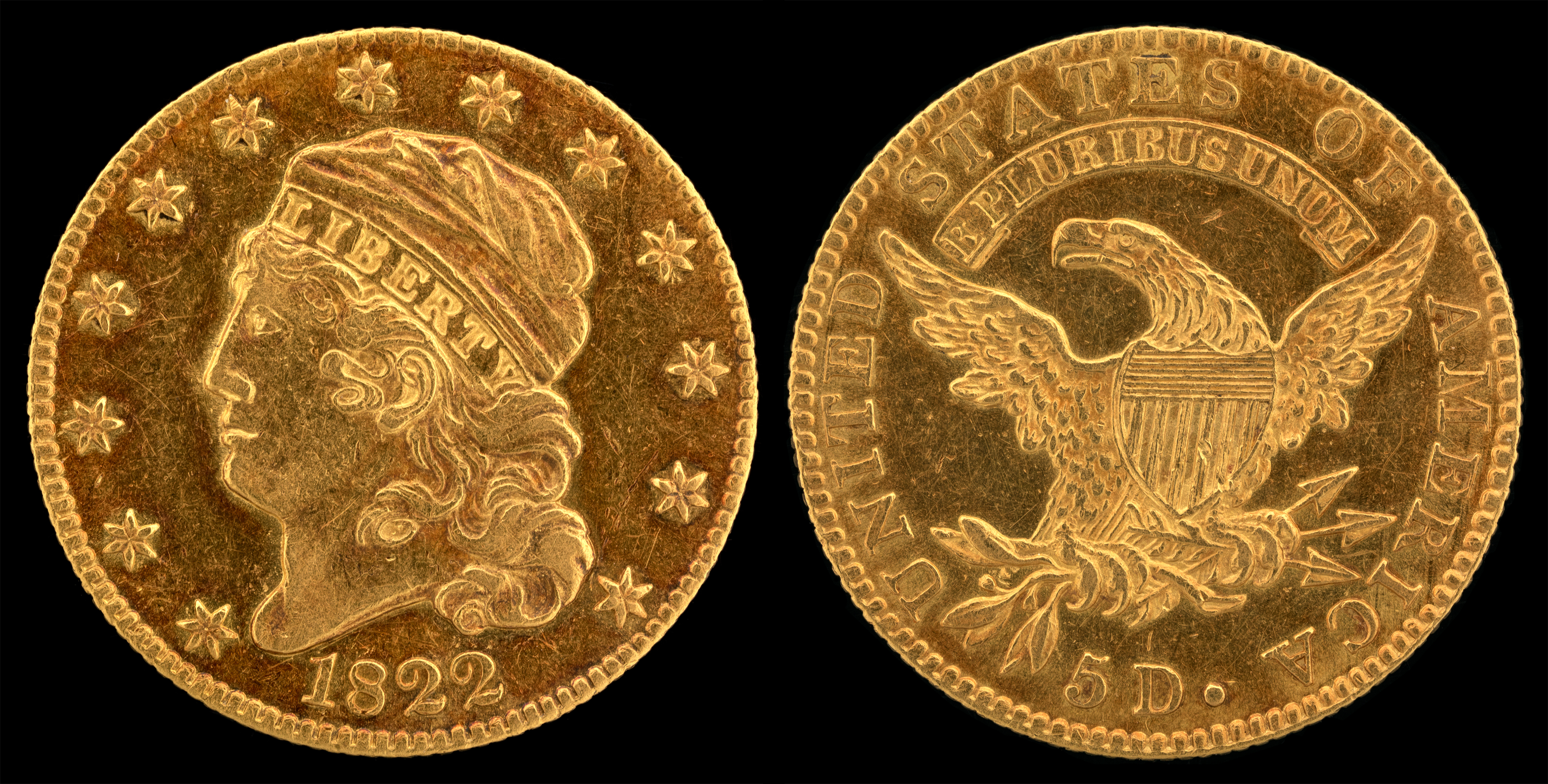
يعتبر نصف النسر ذو الرأس المتوج لعام 1822 (القطر الكبير) واحدًا من ثلاثة فقط معروفين لهذا العام

- رأس العمامة 1795 – 1807
  - رأس عمامة، نسر صغير 1795 – 1798
  - رأس عمامة، نسر كبير 1795 – 1807
- تمثال نصفي ملفوف 1807 – 1812
- رأس متوج 1813 – 1834
- رأس كلاسيكي 1834 – 1838
- رأس الحرية (التاج) 1839 – 1908
  - تاج بدون شعار 1839 – 1866
  - تاج يحمل شعار 1866 – 1908
- رأس هندي 1908 – 1916، 1929

### فهرس
- Complete U.S. Coin History

## روابط خارجية
- "نصف نسر نادر" - خدمة تصنيف العملات المعدنية الاحترافية

قالب:Obsolete United States currency and coinageقالب:Coinage (United States)